# Ole Einar Bjørndalen
Ole Einar Bjørndalen, norveški biatlonec, * 27. januar 1974, Simostranda, Modum, Norveška
Bjørndalen splošno velja za najboljšega biatlonca vseh časov. Na Zimskih olimpijskih igrah je dosegel dvanajst medalj, od tega sedem zlatih, štiri srebrne in eno bronasto. S tem je kot najuspešnejši športnik zimskih olimpijskih iger zamenjal smučarskega tekača Bjørna Dæhlieja. Na Svetovnih prvenstvih ima rekordnih 45 medalj, od tega dvajset zlatih, štirinajst srebrnih in enajst bronastih. V svetovnem pokalu je dosegel rekordnih 95 zmag, šestkrat je bil tudi skupni zmagovalcev svetovne pokala.
Bjørndalen velja za enega najhitrejših smučarskih tekačev med biatlonci. Leta 2006 je tudi kot prvi biatlonec zmagal na tekmi svetovnega pokala smučarskem teku, ob tem je osvojil še dve uvrstitvi na stopničke. Na Zimskih olimpijskih igrah 2002 je nastopil tudi na tekmi v smučarskem teku na 30 kilometrov s skupinskim štartom, kjer se je dolgo z Johannom Mühleggom boril za zmago, toda na koncu je popustil in končal kot šesti, Mühlegg pa je bil kasneje diskvalificiran zaradi dopinga, tako da je bil Bjørndalen peti. 